# Halsztuk

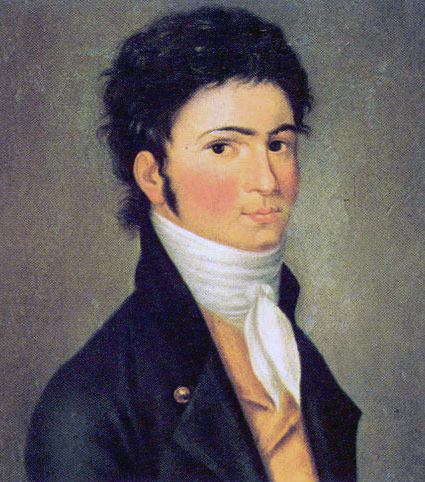
Ludwig van Beethoven w halsztuku

Halsztuk (daw. halsztuch od niem. Halstuch) – wyparta przez krawat trójkątna (według innego źródła prostokątna lub kwadratowa) chusta noszona na szyi przez mężczyzn w XVIII i XIX wieku; biała lub kolorowa, często haftowana.
Halsztuk pojawił się we Francji w 1660 roku jako element wojskowego ubioru, w 1670 roku przeszedł do mody cywilnej. Służył do obwiązywania wysokiego kołnierzyka koszuli jako rodzaj długiego krawata układanego i wiązanego w różny sposób, zależnie od pory dnia i okoliczności.
Sposób noszenia chustki zmieniał się na przestrzeni lat. W XVIII wieku wiązana z przodu na wysokim kołnierzyku koszuli, lub zapinana na sprzączkę z tyłu i uzupełniana z przodu np. żabotem. W XIX wieku wiązano je z przodu na ozdobne węzły lub kokardy.

Halsztuk wyszedł z użycia około 1860 roku.